# Kanurennsport-Weltmeisterschaften 1994
Die 26. Kanurennsport-Weltmeisterschaften fanden 1994 in Mexiko-Stadt (Mexiko) statt.
Es wurden Medaillen in 24 Disziplinen des Kanurennsports vergeben: neun Canadier und neun Kajak-Wettbewerbe der Männer sowie sechs Kajak-Wettbewerbe der Frauen.

## Ergebnisse

### Männer

#### Canadier
| Event      | Gold                                                                          | Zeit | Silber                                                            | Zeit | Bronze                                                                                | Zeit |
| ---------- | ----------------------------------------------------------------------------- | ---- | ----------------------------------------------------------------- | ---- | ------------------------------------------------------------------------------------- | ---- |
| C-1 200 m  | Bulgarien Nikolaj Buchalow                                                    |      | Ungarn Ervin Hoffmann                                             |      | Ukraine Michał Śliwiński                                                              |      |
| C-1 500 m  | Bulgarien Nikolaj Buchalow                                                    |      | Ungarn Imre Pulai                                                 |      | Ukraine Michał Śliwiński                                                              |      |
| C-1 1000 m | Lettland Ivans Klementjevs                                                    |      | Bulgarien Nikolaj Buchalow                                        |      | Rumänien Victor Partnoi                                                               |      |
| C-2 200 m  | Belarus Aljaksandr Massjajkou Dsmitryj Douhaljonok                            |      | Ungarn György Kolonics Csaba Horváth                              |      | Frankreich Olivier Boivin Sylvain Hoyer                                               |      |
| C-2 500 m  | Rumänien Gheorghe Andriev Grigore Obreja                                      |      | Ungarn György Kolonics Csaba Horváth                              |      | Bulgarien Blagowest Stojanow Martin Marinow                                           |      |
| C-2 1000 m | Deutschland Andreas Dittmer Gunar Kirchbach                                   |      | Ungarn Ferenc Novák Gáspár Boldizsár                              |      | Polen Dariusz Koszykowski Tomas Goliasz                                               |      |
| C-4 200 m  | Russland Andrej Kabanow Sergei Tschemenow Pawel Konawalow Alexander Kostoglod |      | Ungarn Gáspár Boldizsár Ferenc Novák Ervin Hoffmann Attila Szabó  |      | Tschechien Petr Procházka Tomáš Křivánek Roman Dittrich Waldemar Fibigr               |      |
| C-4 500 m  | Ungarn Gáspár Boldizsár Ferenc Novák Ervin Hoffmann Attila Szabó              |      | Rumänien Marcel Glăvan Cosmin Pașca Antonel Borșan Florin Popescu |      | Slowakei Slavomír Kňazovický Peter Páleš Csaba Orosz Juraj Filip                      |      |
| C-4 1000 m | Ungarn Imre Pulai Tibor Takács Csaba Horváth György Kolonics                  |      | Rumänien Marcel Glăvan Cosmin Pașca Antonel Borșan Florin Popescu |      | Mexiko Juan Martínez Santana José Antonio Romero José Ramón Ferrer Benjamín Castañeda |      |

#### Kajak
| Event      | Gold                                                                     | Zeit | Silber                                                                | Zeit | Bronze                                                                    | Zeit |
| ---------- | ------------------------------------------------------------------------ | ---- | --------------------------------------------------------------------- | ---- | ------------------------------------------------------------------------- | ---- |
| K-1 200 m  | Belarus Sjarhej Kalesnik                                                 |      | Ungarn Vince Fehérvári                                                |      | Spanien Miguel García Fernández                                           |      |
| K-1 500 m  | Ungarn Zsombor Borhi                                                     |      | Australien Daniel Collins                                             |      | Norwegen Knut Holmann                                                     |      |
| K-1 1000 m | Australien Clint Robinson                                                |      | Ungarn Zsombor Borhi                                                  |      | Norwegen Knut Holmann                                                     |      |
| K-2 200 m  | Polen Maciej Freimut Adam Wysocki                                        |      | Rumänien Romică Șerban Daniel Stoian                                  |      | Deutschland Kay Bluhm Torsten Gutsche                                     |      |
| K-2 500 m  | Deutschland Kay Bluhm Torsten Gutsche                                    |      | Ungarn András Rajna Attila Adrovicz                                   |      | Australien Martin Hunter Clint Robinson                                   |      |
| K-2 1000 m | Dänemark Jesper Staal Thor Nielsen                                       |      | Italien Antonio Rossi Daniele Scarpa                                  |      | Ungarn István Beé István Szijártó                                         |      |
| K-4 200 m  | Russland Wiktor Denissow Anatoli Tischtschenko Sergei Werlin Oleg Gorobi |      | Rumänien Florin Scoică Sorin Petcu Marin Popescu Geza Magyar          |      | Ukraine Michał Śliwiński Andrij Petrow Jurij Kitschajew Andrij Borsukow   |      |
| K-4 500 m  | Russland Wiktor Denissow Anatoli Tischtschenko Sergei Werlin Oleg Gorobi |      | Rumänien Florin Scoică Sorin Petcu Marin Popescu Geza Magyar          |      | Ungarn Ferenc Csipes Gábor Horváth Zoltán Antal Róbert Hegedűs            |      |
| K-4 1000 m | Russland Wiktor Denissow Anatoli Tischtschenko Sergei Werlin Oleg Gorobi |      | Polen Piotr Markiewicz Grzegorz Kotowicz Adam Wysocki Marek Witkowski |      | Deutschland Mario von Appen Thomas Reineck Detlef Hoffmann André Wohllebe |      |

### Frauen

#### Kajak
| Event     | Gold                                                                  | Zeit | Silber                                                              | Zeit | Bronze                                                                 | Zeit |
| --------- | --------------------------------------------------------------------- | ---- | ------------------------------------------------------------------- | ---- | ---------------------------------------------------------------------- | ---- |
| K-1 200 m | Ungarn Rita Kőbán                                                     |      | Schweden Anna Olsson                                                |      | Kanada Caroline Brunet                                                 |      |
| K-1 500 m | Deutschland Birgit Fischer                                            |      | Ungarn Rita Kőbán                                                   |      | Italien Josefa Idem                                                    |      |
| K-2 200 m | Ungarn Rita Kőbán Éva Laky                                            |      | Deutschland Daniela Gleue Birgit Fischer                            |      | Polen Barbara Hajcel Elżbieta Urbańczyk                                |      |
| K-2 500 m | Polen Barbara Hajcel Elżbieta Urbańczyk                               |      | Ungarn Kinga Czigány Szilvia Mednyánszky                            |      | Deutschland Daniela Gleue Birgit Fischer                               |      |
| K-4 200 m | Ungarn Éva Dónusz Szilvia Mednyánszky Éva Laky Rita Kőbán             |      | Deutschland Rita Schmidt Ramona Portwich Anett Schuck Daniela Gleue |      | Kanada Caroline Brunet Klara MacAskill Alison Herst Corrina Kennedy    |      |
| K-4 500 m | Deutschland Ramona Portwich Anett Schuck Daniela Gleue Birgit Fischer |      | Ungarn Kinga Czigány Éva Dónusz Rita Kőbán Szilvia Mednyánszky      |      | Schweden Agneta Andersson Maria Haglund Susanne Rosenqvist Anna Olsson |      |

## Medaillenspiegel
| Rang   | Nation      | Gold | Silber | Bronze | Gesamt |
| ------ | ----------- | ---- | ------ | ------ | ------ |
| 1      | Ungarn      | 6    | 12     | 2      | 20     |
| 2      | Deutschland | 4    | 2      | 3      | 9      |
| 3      | Russland    | 4    | –      | –      | 4      |
| 4      | Polen       | 2    | 1      | 2      | 5      |
| 5      | Bulgarien   | 2    | 1      | 1      | 4      |
| 6      | Belarus     | 2    | –      | –      | 2      |
| 7      | Rumänien    | 1    | 5      | 1      | 7      |
| 8      | Australien  | 1    | 1      | 1      | 3      |
| 9      | Lettland    | 1    | –      | –      | 1      |
| 9      | Dänemark    | 1    | –      | –      | 1      |
| 11     | Italien     | –    | 1      | 1      | 2      |
| 11     | Schweden    | –    | 1      | 1      | 2      |
| 13     | Ukraine     | –    | –      | 3      | 3      |
| 14     | Norwegen    | –    | –      | 2      | 2      |
| 14     | Kanada      | –    | –      | 2      | 2      |
| 16     | Frankreich  | –    | –      | 1      | 1      |
| 16     | Tschechien  | –    | –      | 1      | 1      |
| 16     | Slowakei    | –    | –      | 1      | 1      |
| 16     | Spanien     | –    | –      | 1      | 1      |
| 16     | Mexiko      | –    | –      | 1      | 1      |
| Gesamt | Gesamt      | 24   | 24     | 24     | 72     |